# Sofie Gråbøl

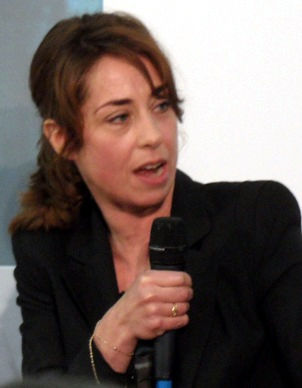
Sofie Gråbøl in 2011.

Anne Sofie Gråbøl (Frederiksberg, 30 juli 1968) is een Deense actrice.

## Loopbaan
Hoewel zij geen toneelopleiding heeft gevolgd, behoort Sofie Gråbøl tot de succesvolste Deense acteurs van haar generatie. Zij is meermalen bekroond met belangrijke filmprijzen (de Deense 'Oscars'): twee 'Bodils' en zes 'Roberts', en tweemaal met de 'Reumert'-toneelprijs.
Zij is actief in het theater en speelde in speelfilms en televisieseries. In 1986 maakte zij op 17-jarige leeftijd haar filmdebuut met Barndommens gade, de verfilming van de gelijknamige roman van Tove Ditlevsen. Na enkele succesvolle filmrollen en twee prijzen voor haar spel (naast Donald Sutherland) als het jonge naaktmodel Judith Molard in de Frans-Deense film Oviri over het leven van Paul Gauguin, leek haar carrière aan het eind van de jaren tachtig te zijn gestrand. Zij studeerde toen korte tijd theologie en werkte in een boekwinkel. Toen zij zich in 1991 aanmeldde als student bij de Staatstoneelschool in Kopenhagen, werd zij afgewezen.
Op eigen kracht werd ze toch een gelauwerd actrice in de toneel-, film- en televisiewereld. Internationaal werd zij vooral bekend als de eigenwijze politierechercheur Sarah Lund in de drie series The Killing (Deens: Forbrydelsen) uit 2007-2012, waarvoor ze in 2008 werd genomineerd voor een Emmy Award en in 2010 een BAFTA won.

## Persoonlijk
Sofie Gråbøl woont in Kopenhagen. Haar beide ouders Kaj Fladhede Gråbøl en Mette Koustrup zijn architect. Haar broer Niels Gråbøl, in wiens korte film Jorden er giftig zij in 1988 speelde, is filmregisseur. Na een relatie van enkele jaren met de regisseur Søren Fauli was Sofie Gråbøl van 1994 tot 2006 getrouwd met de regisseur Jacob Thuesen. Met hem heeft zij twee kinderen.

## Trivia
- In The Killing deel I droeg zij meestal een gebreide wollen trui met een karakteristiek sterrenmotief. Dankzij de televisieserie werd deze zo'n verkoopsucces, dat de truien niet aan te slepen waren. De 'Islændersweater' ('IJslandertrui') werd speciaal voor Sofie Gråbøls personage Sarah Lund gemaakt door de modeontwerpster Guðrun Rogvadottir op de Faeröer.
- Hoe trendy The Killing ook buiten Denemarken was, blijkt uit het feit dat Sofie Gråbøl een cameo had in de kerstaflevering 2011 van de cult-sitcom Absolutely Fabulous van de BBC. Eddie (Jennifer Saunders) is zo verslaafd aan The Killing, dat ze droomt dat Sarah Lund de kamer binnenstapt, uiteraard gekleed in 'de' trui.

## Film-, tv- en toneelproducties (selectie)
- Barndommens gade (1986)
- Oviri (The Wolf At The Door) (1986) – Bekroond met de 'Bodil' en de 'Robert' voor beste vrouwelijke bijrol 1987
- Pelle Erobreren (1987)
- Sort høst (1993) – Bekroond met de 'Bodil' en de 'Robert' voor beste vrouwelijke hoofdrol 1994
- Nattevagten (Nightwatch) (1994)
- Sekten (1997) – 'Fantasporto' voor beste vrouwelijke vertolker 1999
- Mifunes sidste sang (Mifune's Last Song) (1999)
- Den eneste ene (The One And Only) (1999) – Bekroond met de Deense filmprijs Robert in de categorie Beste Vrouwelijke Bijrol 2000
- Taxa (televisieserie, 1999)
- Blinkende lygter (Flickering Lights) (2000)
- Gengangere (toneelstuk van Ibsen, Det Kongelige Teater, Kopenhagen) – Bekroond met de 'Reumert' voor beste vrouwelijke bijrol van 2000
- Nikolaj og Julie (televisieserie, 2002-03) – prijs van 'Tvfestival.dk' voor beste televisieactrice van 2003
- Lad de små børn (Aftermath) (2004) – 'Robert' voor beste vrouwelijke hoofdrol 2005
- Anklaget (Accused) (2005) – 'Robert' voor beste vrouwelijke hoofdrol 2006
- Direktøren For Det Hele (The Boss Of It All) (2006)
- Forbrydelsen (The Killing) (2007)
- Et drømmespil (toneelstuk van Strindberg, Betty Nansen Teatret, Frederiksberg) – 'Reumert' voor beste vrouwelijke hoofdrol van 2008
- Forbrydelsen II (The Killing II) (2009)
- Forbrydelsen III (The Killing III) (2012)
- Fortitude (2015)
- Der kommer en dag (2016), lerares Lilian (Bekroond met de Deense filmprijs Robert voor beste vrouwelijke bijrol 2017)
- The House That Jack Built (2018)
- The Undoing (miniserie) (2020)
- Vildmaend (2021)
- Venuseffekten (2021)
- Attachment (2022)
- Rose (2022)

Zij leende haar stem ook aan een aantal tekenfilms en was met vijf andere acteurs in 2006 betrokken bij een cd-project van het Deense Bijbelgenootschap, waarbij teksten uit het Nieuwe Testament werden ingesproken.